# Nadine Bals
Nadine Bals (* 24. März 1976) ist eine deutsche Soziologin, Kriminologin und Hochschullehrerin. Sie ist Professorin an der Hochschule für Polizei und öffentliche Verwaltung Nordrhein-Westfalen (HSPV NRW) am Standort Dortmund und war von 2008 bis 2015 Geschäftsführerin der Deutschen Vereinigung für Jugendgerichte und Jugendgerichtshilfen e. V. (DVJJ).

## Leben und Wirken
Nadine Bals studierte Soziologie mit dem Schwerpunkt Kriminologie und abweichendes Verhalten. Von 2002 bis 2008 war sie wissenschaftliche Mitarbeiterin am Institut für Rechtstatsachenforschung und Kriminalpolitik sowie am Lehrstuhl für Kriminologie, Strafrecht und Strafverfahrensrecht der Universität Bielefeld bei Britta Bannenberg. In dieser Zeit koordinierte sie unter anderem ein Forschungsprojekt zum Täter-Opfer-Ausgleich im Erwachsenenbereich in Nordrhein-Westfalen und führte eine Untersuchung zur Integration jugendlicher Spätaussiedler durch. Zudem war sie an einem von der Deutschen Hochschule der Polizei koordinierten Forschungsprojekt zu Tötungsdelikten in (Ex-)Paarbeziehungen beteiligt. Ihre Promotion verfasste sie zum Thema „Täter-Opfer-Ausgleich und häusliche Gewalt“.
Im April 2008 übernahm Bals die Geschäftsführung der DVJJ, eines Fachverbands für Jugendkriminalrechtspflege. In dieser Funktion war sie unter anderem für die Organisation des Deutschen Jugendgerichtstags verantwortlich, der alle drei Jahre stattfindet und Fachleute aus Wissenschaft, Justiz, Polizei, Jugendhilfe und anderen Bereichen zusammenbringt. Im Dezember 2015 schied sie als Geschäftsführerin aus. 
Seitdem ist Bals als Professorin an der HSPV NRW tätig. Sie hat sich auf Jugendkriminalität spezialisiert. Sie vertritt die Auffassung, dass das deutsche Jugendstrafrecht ausreichende Maßnahmen bereithält, die lediglich sinnvoll genutzt werden müssten.

## Forschungsschwerpunkte
Die Forschungsschwerpunkte von Nadine Bals umfassen:
- Täter-Opfer-Ausgleich
- Häusliche Gewalt
- Tötungsdelikte in (Ex-)Intimbeziehungen
- Jugendkriminalität und Jugendkriminalrechtspflege
- Kriminalität von Migranten
- Viktimologie

## Veröffentlichungen (Auswahl)
- Nadine Bals: Der Täter-Opfer-Ausgleich bei häuslicher Gewalt : Vermittlung und Wiedergutmachung auf dem Prüfstand. 1. Aufl. - Baden-Baden, Nomos, 2010.
- Nadine Bals und Erich Marks (Hrsg.): Starke Jugend – starke Zukunft: Ausgewählte Beiträge des 12. Deutschen Präventionstages (18. und 19. Juni 2007 in Wiesbaden). Wiesbaden: Deutscher Präventionstag, 2007.